# Alexandre Borges
Alexandre Borges Corrêa (ur. 23 lutego 1966 w Santos, w stanie São Paulo) – brazylijski aktor telewizyjny, teatralny i filmowy.

## Wybrana filmografia

### Seriale TV
- 1993: Wojna bez końca (Guerra sem Fim) jako Cacau
- 1994: Incydent w Antares (Incidente em Antares) jako Padre Pedro Paulo
- 1995: Bardzo śmieszne ... Ich kocha i swoje grzechy (Engraçadinha... Seus Amores e Seus Pecados) jako Luís Cláudio
- 1995: Kolejną ofiara (A Próxima Vítima) jako Bruno Biondi
- 1996: Kim jesteś? (Quem É Você?) jako Afonso
- 1997: Joan i Marcelo, miłość od pierwszego wejrzenia (Joana e Marcelo, Amor à Primeira Vista) jako Marcelo
- 1997: Zazá jako Solano Dumont
- 1998: Wieża Babel (Torre de Babel) jako Ronaldo Mendes
- 1998: Pecado Capital jako Nélio Porto Rico
- 1999: Joan i Marcelo, to miłość  (Joana e Marcelo, Amor que Fica) jako Marcelo
- 1999: Kobieta (Mulher) jako João Pedro
- 2000: Ściany (A Muralha) jako Dom Guilherme Shetz
- 2000: Więzy rodzinne (Laços de Família) jako Danilo Albuquerque
- 2001: Córki matki (As Filhas da Mãe) jako Leonardo Brandão
- 2002: Joan i Marcelo, miłość (prawie) idealna (Joana e Marcelo, Amor (Quase) Perfeito) jako Marcelo
- 2002: Pocałunek wampira (O Beijo do Vampiro) jako Rodrigo
- 2003: Gwiazdy (Celebridade) jako Cristiano Reis
- 2004: Mały alchemik (O Pequeno Alquimista) jako Aderbal
- 2004: Dzień pracy (A Diarista) jako Calígua
- 2005: Piękna (Belíssima) jako Alberto Sabatini
- 2007: Amazônia, de Galvez a Chico Mendes jako Plácido de Castro
- 2007: Zakazane pożądanie (Desejo Proibido) jako dr Escobar
- 2008: Trzy siostry (Três Irmãs) jako Artur Áquila
- 2009: Droga do Indii (telenowela) (Caminho das Índias) Raul Cadore / Humberto Cunha
- 2010: Ti Ti Ti jako Jacques Leclair / André Spina
- 2012: Avenida Brasil (W niewoli przeszłości) jako Cadinho (Carlos Eduardo de Souza Queirós)
- 2013: Poza horyzont (Além do Horizonte) jako Thomas Vilar

### Filmy fabularne
- 1991: Cygańska pasja (Paixão Cigana)
- 1992: Krew, melodia (Sangue, Melodia)
- 1993: Estado de Espírito
- 1994: Tysiąc i jedna (Mil e Uma) jako Antônio
- 1996: Wszystko pachnie benzyną (Tudo Cheira a Gasolina) jako pasażer
- 1996: Obca ziemia (Terra Estrangeira) jako Miguel
- 1997: Wąż - miłość od pierwszego wejrzenia (Mangueira - Amor à Primeira Vista) jako Marcelo
- 1997: Glaura
- 1998: Zdrada (Traição) jako Mąż
- 1998: Miłość i spółka (Amor & Cia) jako Machado
- 1999: Do oddzielnego życia (Até que a Vida nos Separe) jako João
- 1999: Puchar zarazy (Um Copo de Cólera) jako
- 1999: To miłość (Amor que Fica) jako Marcelo
- 2000: Bóg Junior (Deus Jr.)
- 2000: Bossa Nova jako Acácio
- 2001: Nelson Gonçalves jako Nelson Gonçalves
- 2001: Intruz (O Invasor) jako Gilberto / Giba
- 2002: Trzy Marie (As Três Marias) jako
- 2002: Joan i Marcelo, miłość (prawie) idealna (Joana e Marcelo, Amor (Quase) Perfeito) jako Marcelo
- 2003: Acquária) jako Bártok
- 2004: Kaczka z pomarańczą (Pato com Laranja)
- 2005: Nanoilusão
- 2006: Balada das Duas Mocinhas de Botafogo jako Ojciec
- 2006: Zuzu anioł  (Zuzu Angel) jako Fraga
- 2006: Gatão od wieku średniego (Gatão de Meia Idade) jako Cláudio
- 2008: Adagio Sostenuto
- 2008: Plastikowe miasto (Dangkou)
- 2014: Pan Peabody i Sherman (As Aventuras de Peabody e Sherman) jako Pan Peabody (głos)
- 2014: Getúlio jako Carlos Lacerda